# Abd-Al·lah ibn Bulugguín
Abu-Muhàmmad Abd-Al·lah ibn Bulugguín ibn Badis ibn Habús ibn Màksan ibn Ziri ibn Manad as-Sinhají (àrab: عبد الله بن بلقين بن باديس بن حبوس بن ماكسن بن زيري بن مناد الصنهاجي, ʿAbd Allāh b. Buluqqīn (o Buluggīn) b. Bādīs b. Ḥabūs b. Māksan b. Zīrī b. Manād aṣ-Ṣinhājī) o, més senzillament, Abd-Al·lah ibn Bulugguín, també conegut amb els làqabs al-Mudhàffar bi-L·lah i an-Nàssir li-din-Al·lah (1056 - d. 1095), fou el quart i darrer emir zírida de la taifa de Granada (1073 - 1090).

## Biografia
Era fill de Bulugguín Sayf-ad-Dawla, assassinat el 1064, i net de l'emir Badis ibn Habús. Quan aquest mor, el 1073, és elegit pels juddan dawlati-hi (guardians de la dinastia) i els ašyāj qabīli-hi (xeics de la seva tribu), per davant del seu oncle Màksan, inepte i amb poca acceptació i que s'havia revoltat en contra del seu pare l'emir, i del seu germà major, Tamim al-Muïzz ibn Bulugguín, que des del 1067 era governador de Màlaga.
Quan arriba al poder Abd-Al·lah, el seu germà Tamim esdevé emir independent de Màlaga. Jove i sense experiència, Abd-Al·lah té com a mentor, els primers nou anys, al visir Simaja as-Sinhají, el qual intenta aconseguir tot el poder intrigant amb els governadors d'algunes ciutats i confinant el jove emir a l'harem.
Iniciat el seu govern ha d'afrontar la contínua pressió d'Alfons VI de Lleó i les disputes territorials amb Al-Mútamid, emir de Sevilla. Poc després d'ocupar el tron Abd-Al·lah es nega a pagar una paria a Alfons VI, i aquest signa un pacte amb Al-Mútamid, on Al-Mútamid construeix el hisn de Balīlluš (castell de Velillos) i pressiona l'emirat de Granada, mentre Alfons VI ocupa Qalʿat Aštalīr (Alcalá la Real) i Maṭmar (Bedmar). Aquestes accions obliguen a Abd-Al·lah a signar un pacte de no-agressió amb Al-Mútamid, a qui cedeix Martos, Isṭabba (Estepa) i Qāštruh (Castro del Río), i amb Alfons VI, pel qual recupera Alcalá la Real i Bedmar, però ha de pagar-li 10.000 meticals anuals. Aprofitant aquest període d'inestabilitat, Al-Mútassim, emir d'Almeria, ocupa Baza i Šīleš. però prompte se signa un tractat de pau; i el seu germà Tamim ataca al voltant de 1081-82, però és derrotat i perd part del seu territori. Per aquests anys Abd-Al·lah destitueix al visir Simaja as-Sinhají i nomena a Al-Mu’ammal, antic esclau de Badis ibn Habús.
Dins l'emirat la situació tampoc està tranquil·la, amb les revoltes del governador Kabbāb ibn Tamīt en Urjudhuna (Archidona) i Antakira (Antequera), i dels Banū Tāgnawt en Yarīša i Nīmaš.
Conquerit Toledo per Alfons VI el 1085, la situació a la resta dels territoris musulmans es torna preocupant. Els emirats andalusins demanen ajuda al governant almoràvit Yússuf ibn Taixfín, qui el 23 d'octubre de 1086 aconsegueix derrotar l'exèrcit d'Alfons VI en la batalla de Sagrajas i frenar l'avanç castellà. Poc després torna al Magreb fins que és novament requerit pels andalusins, i en 1088 inicia el setge d'Aledo amb l'ajut, entre d'altres, de l'emir de Granada, però la desunió de les taifes impedeix ocupar Aledo. En aquestes circumstàncies Abd-Al·lah intenta mantenir bones relacions amb els castellans, mantenint el pagament de les paries, i amb els almoràvits, però la situació interna es deteriora per l'elevada pressió fiscal, amb diverses revoltes: els jueus de Lucena, part de l'exèrcit (la tribu Zanata) i fins i tot el mateix visir Al-Mu’ammal es revolta a Loja; afavorint la descomposició política de l'emirat.
En 1090 Yússuf ibn Taixfín torna per tercera vegada a Al-Àndalus i aquesta ocasió inicia l'ocupació dels emirats. Granada es va rendir el 8 de setembre de 1090 i el 10 de novembre Abd-Al·lah fou destronat d'acord amb una fàtua dels ulemes i enviat en residència forçada a Aghmat, al sud del Marroc, on va morir en una data incerta, però posterior a 1095. Abu-Muhàmmad Abd-al-Aziz fou nomenat governador almoràvit de Granada.

## Obra
Va escriure unes memòries durant el seu desterrament, el Kitāb al-tibyān ʿan al-ḥāditha al-kāʾina bi-dawlat Banī Zīrī fī Gharnāṭa (Llibre de l'exposició dels successos ocorreguts a la dinastia zírida de Granada), que acabà en 1094-95, i que foren descobertes i publicades per Evarist Levi-Provençal.
És una de les primeres memòries d'un governant musulmà, escrita amb subjectivitat per justificar la seva acció de govern. L'obra està escrita en forma epistolar (risāla), amb una prosa fàcil, donant sensació de simplicitat i claredat, però on els fets no segueixen un ordre cronològic i manquen les dades. Està escrita en àrab mitjà, on apareixen expressions dialectals i dits populars. L'original és una narració contínua, però les edicions modernes han estructurat el text en capítols:
(Cap. 1) Introducció, on marca els objectius que pretén aconseguir.
(Cap. 2) Història de la dinastia zírida fins a la mort de Habús ibn Maksan.
(Cap. 3-4) Història del regnat de Badis ibn Habús.
(Cap. 5-11) Autobiografia o memòria del govern d'Abd-Al·lah.
(Cap. 12) Reflexions personals i defensa de les crítiques sobre la seva vida privada.